# Селена Стіл
Селена Стіл (англ. Selena Steele, нар. 17 січня 1961 року в Лос-Анджелесі, штат Каліфорнія, США) — американська еротична танцюристка і порноакторка.

## Біографія
Народилася 17 січня 1961 року в Лос-Анджелесі, штат Каліфорнія, США.
Почала танцювати в стриптиз-клубах по всій країні, потім повернулася в Каліфорнію, щоб зніматися у порно. Каже, що під час роботи танцюристкою в неї був секс, який спонукав її зніматися у порнофільмах в 1988 році.
Стіл знялася в понад 40 фільмах, а потім зникла з індустрії до 2000 року, коли повернулася і знову працювала для VCA в постановках Джима Голлідея.

## Нагороди
- 1991 F. X. O. E. Award — Vixen
- 1992 AVN Award — найкраща акторка другого плану — відео — Sirens[2]
- 2004 Зал слави XRCO[3]
- 2007 Зал слави AVN[4]